# Rashtriya Janata Dal

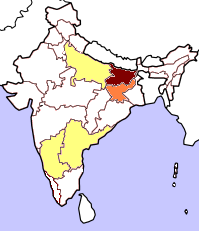
Valet till Lok Sabha 2004. Gult betyder att partiet lanserat en eller flera kandidater i delstaten, dock utan att vinna mandat. Orange betyder att partiet vunnit mandat från delstaten. Rött betyder att partiet vunnit minst 25% av mandaten från den delstaten och mörkrött 50% eller mer.

Rashtriya Janata Dal (Nationella Folkpartiet, RJD) är ett politiskt parti i Indien, bildat 1997 av Laloo Prasad Yadav genom en utbrytning ur Janata Dal. Partiets symbol är en lykta och partiets färg är grön.
Grundaren Yadav var chefsminister i Bihar sedan 1990, men hade drabbats av mutanklagelser i den så kallade foderskandalen. Han bröt sig då ur Janata Dal, bildade Rashtriya Janata Dal, och lät sin fru Rabri Devi efterträda honom som ledare för delstatsregeringen. 17 parlamentsledamöter från Bihar i Lok Sabha, åtta parlamentsledamöter från Bihar i Rajya Sabha och alla Janata Dals ledamöter i den lagstiftande församlingen i Bihar följde med till RJD 1997.
RJD behöll regeringsmakten i Bihar till delstatsvalet i februari 2005, när de förlorade till Janata Dal (United), JD(U), under Nitish Kumar. I valet i Bihar hösten 2005 och valet 2010 tappade de ytterligare i stöd. Efter att ha ingått i en koalition med JD(U) blev RJD åter det största partiet i Bihars lagstiftande församling i valet 2015, men JD(U) behöll posten som chefsminister.
RJD:s och Yadavs väljarbas utgjordes huvudsakligen av massmobiliserade hinduer från lägre kast.
En utbrytargrupp ur RJD bildade 2001 Rashtriya Janata Dal (Democratic), som 2003 gick ihop med Bharatiya Janata Party.

## Valresultat till Lok Sabha
Vid valet till Lok Sabha 1999 fick RJD 2,7% av rösterna och 7 mandat.
Vid valet 2004 minskade röstandelen till 1,9%, men antalet mandat ökade ändå till 21, på grund av ombildningar i valallianserna och majoritetsvalsystemet.
I valen 2009 och 2014 fick RJD 4 mandat.
I valet 2019 blev RJD för första gången helt utan mandat.